# فرودگاه جان لیک
فرودگاه جان لیک (به انگلیسی: Jan Lake Airport) یک فرودگاه همگانی است که یک باند فرود چمن دارد و طول باند آن ۹۶۰ متر است. این فرودگاه در کشور کانادا قرار دارد و در ارتفاع ۳۴۶ متری از سطح دریا واقع شده‌است.